# Жахновка
Жа́хновка (укр. Жахнівка) — село на Украине, находится в Тывровском районе Винницкой области.
Код КОАТУУ — 0524583201. Население по переписи 2001 года составляет 282 человека. Почтовый индекс — 23350. Телефонный код — 4355.
Занимает площадь 1,53 км².

## Адрес местного совета
23350, Винницкая область, Тывровский р-н, с. Жахновка, ул. Октябрьская, 20